# Квінт Помпоній Руф
Квінт Помпоній Руф (лат. Quintus Pomponius Rufus; ? — близько 111) — державний та військовий діяч часів Римської імперії, консул-суффект 95 року.

## Життєпис
Походив з роду Помпоніїв з Тарраконської Іспанії. Про його батьків і молоді роки нічого невідомо. За часів імператора Нерона і Гальби обіймав посаду префекта морського узбережжя (praefectus orae maritimae) в провінції Нарбонська Галлія. 70 року Веспасіан призначив його імператорським суддею у Ближній Іспанії. Водночас увійшов до жрецької колегії флавіалів. У 73 році за часів імператора Веспасіана увійшов до римського сенату.
У 70-х роках керував V легіоном Жайворонків. У 92 році призначено імператорським легатом-пропретором до провінції Далмація. 95 року став консулом-суфектом разом з Луцієм Бебієм Туллом. У 96-97 роках обіймав посаду куратора громадських робіт Риму.
У 97-100 роках як імператорський легат-пропретор керував провінцією Нижня Мезія. У 109—111 роках на посаді проконсула керував провінцією Африка. Ймовірно помер на своїй посаді або безпосередньо після цього.